# Korona Kielce
Korona Kielce (česky Koruna Kielce) je klub polské ligy ekstraklasa, sídlící ve městě Kielce, byl založen 10. Července 1973. Hřištěm klubu je stadion s názvem Exbud Arena s kapacitou 15 186 diváků. Klubové barvy jsou červená a žlutá.

## Historické názvy
- 1973 – Kieleckie Stowarzyszenie Sportowe Korona Kielce
- 2002-2008 – Kolporter Korona Kielce

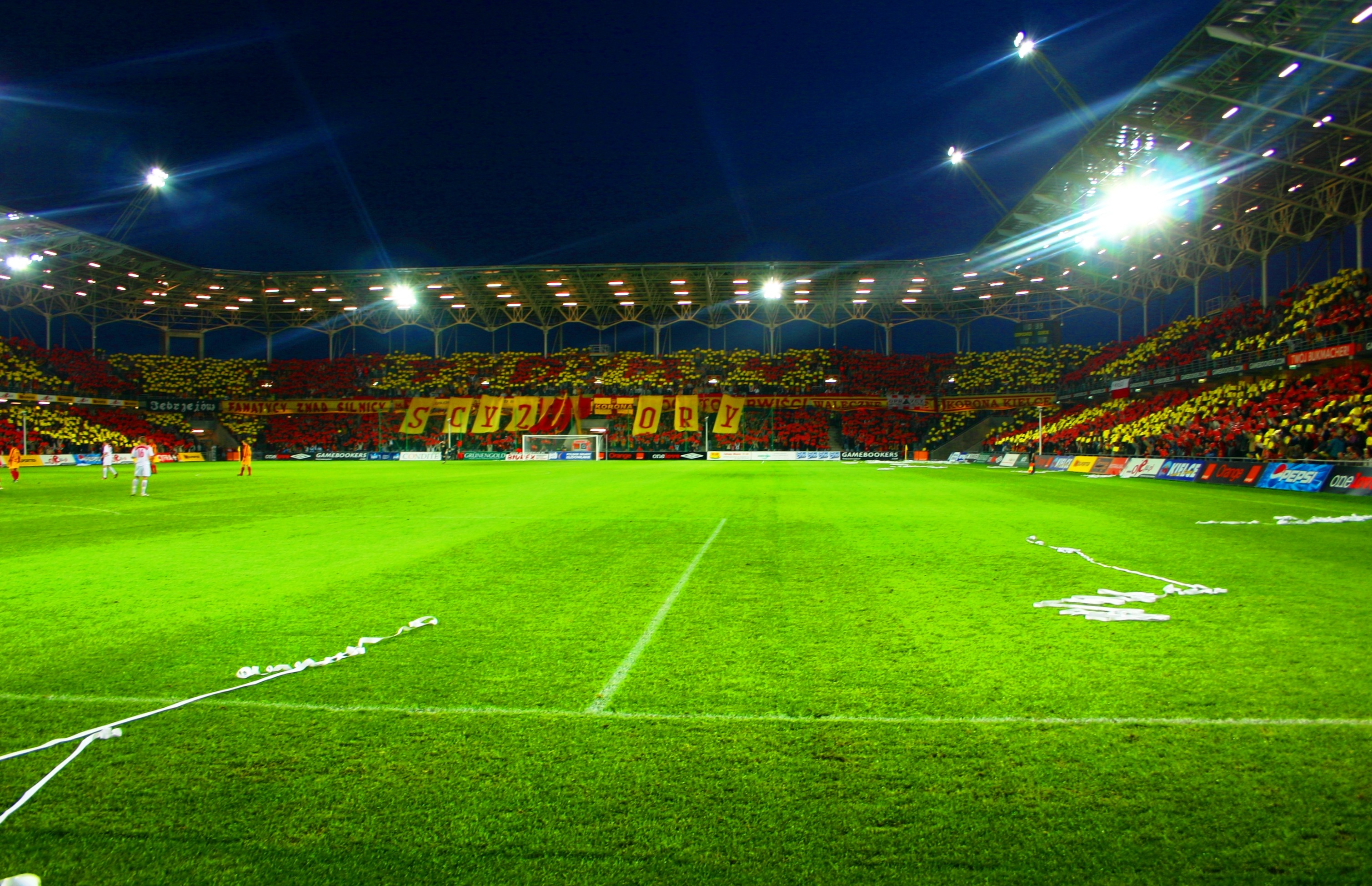
Městský stadion v Kielcích

- 2009 – Korona Spółka Akcyjna

## Stadion

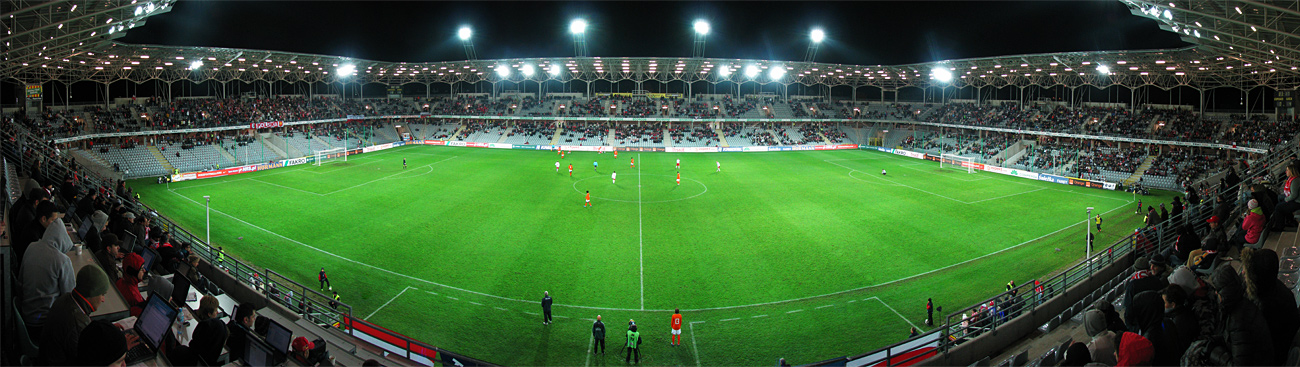
Městský stadion (Kielce)

## Známí hráči
- Robert Bednarek
- Vytautas Černiauskas
- Radosław Cierzniak
- Radek Dejmek
- Aleksandrs Fertovs
- Hernâni José da Rosa
- Dawid Janczyk
- Pavol Staňo
- Artur Jędrzejczyk
- Marcin Kaczmarek
- Wojciech Kowalewski
- Marcin Kuś
- Grzegorz Piechna
- Marcin Robak
- Andrius Skerla
- Piotr Świerczewski